# Livraison de pizza

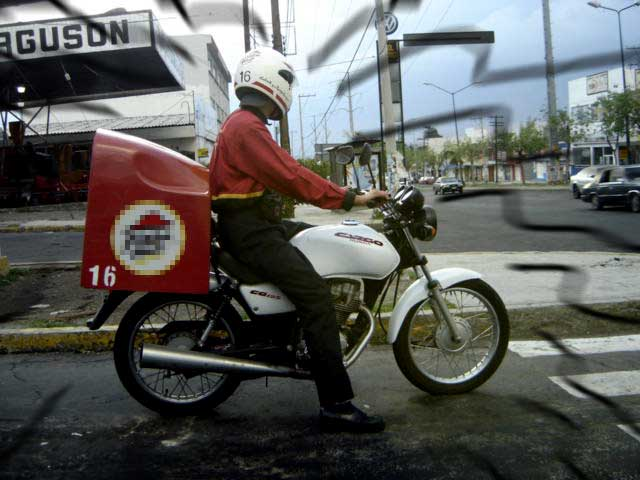
Livreur de pizza sur une motocyclette.

La livraison de pizza est un service dans lequel une pizzeria livre une pizza à un client situé dans une zone géographique proche directement à domicile ou au bureau. Pour cela un moyen de transport, classiquement une automobile ou un deux-roues, est utilisé. La commande est passée par le client par téléphone ou par Internet. La livraison peut être gratuite ou nécessiter un supplément de prix.

## Historique
L'origine exacte de la livraison à domicile de pizza n'est pas connue. Tom Monaghan, le fondateur de la chaine Domino's Pizza qui commença avec une seule échoppe appelée DomiNick's, situe les débuts de la livraison en 1960 pour sa part.

## Description

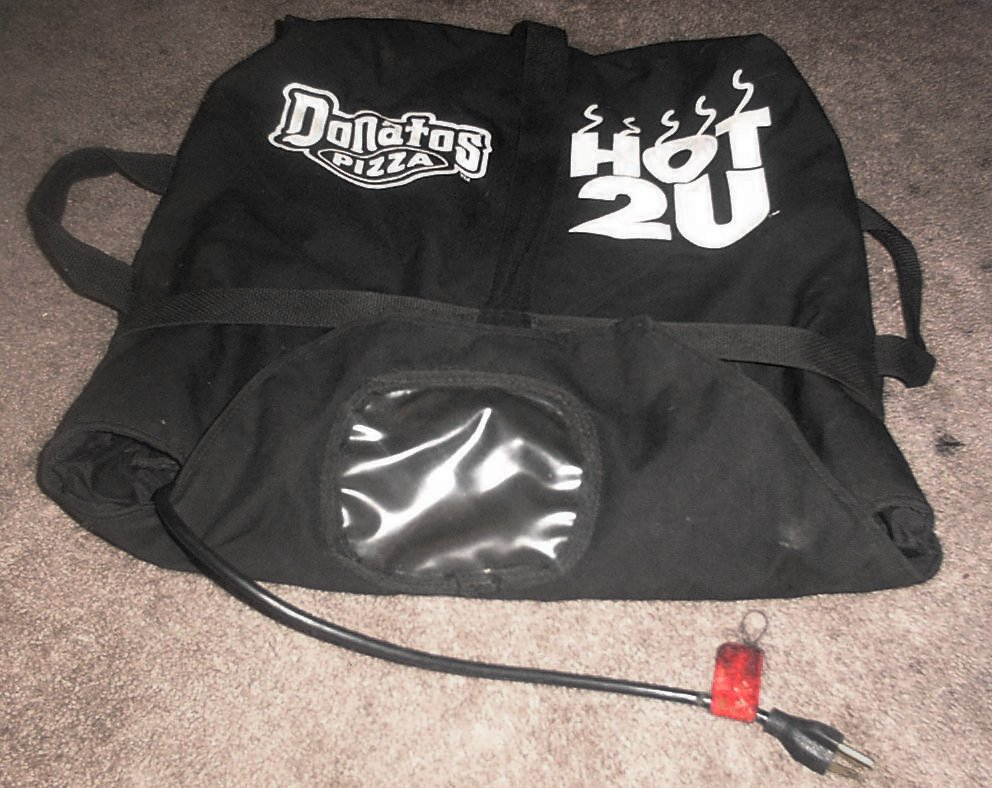
Sac électrique chauffant pour pizza avec une prise d'alimentation.

La commande est généralement faite par téléphone ou sur Internet au vendeur. Le client y précise sa demande (type de pizza, taille et suppléments comme les boissons) et paye soit en ligne, soit à la réception. Les pizzas sont ensuite généralement livrées dans des cartons à pizza par des livreurs à motocyclette (la plupart du temps dans les années 90, une mobylette Peugeot Fox, bien adaptée pour la tâche et abordable). Généralement les chaînes de pizzerias s'engagent à livrer la pizza au maximum trente minutes après la commande.
La pizza est conservée dans un sac isotherme pour qu'elle soit encore chaude en arrivant chez le client.

## Types de livraisons

### Automobile

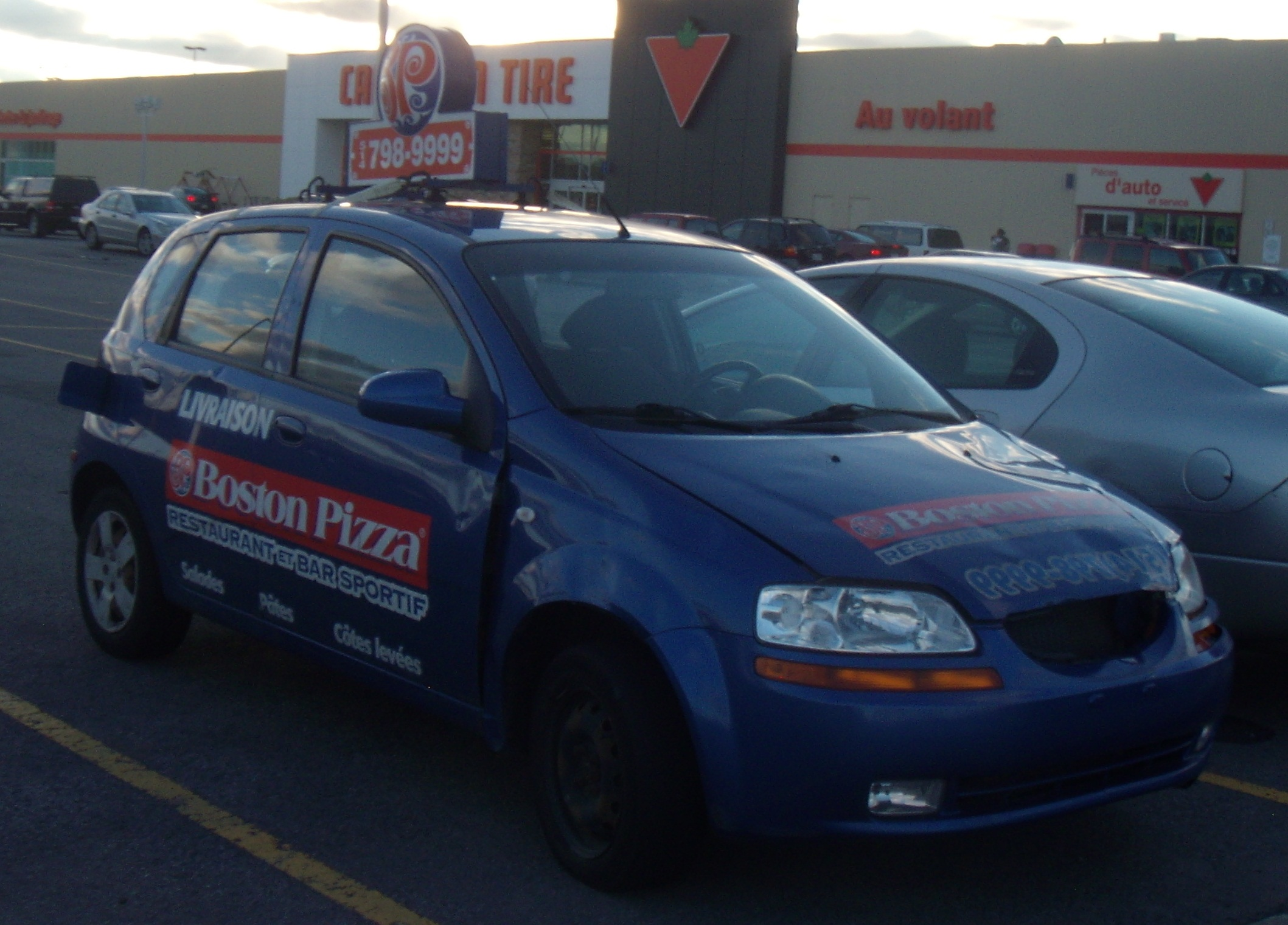
Voiture utilisée pour livrer les pizzas.

La livraison peut se faire en automobile. 

### Deux-roues
La livraison peut se faire de manière motorisée à motocyclette ou cyclomoteur ou bien simplement à vélo. L'avantage du deux-roues est sa facilité de circulation en milieu urbain.

### Drone
Le développement des drones civils a donné l'idée à certaines entreprises d'effectuer des livraisons à domicile par ce moyen. La livraison de pizza est un marché potentiel pour ce mode de livraison à l'instar d'une entreprise russe, l'inconvénient reste la sécurité et la législation sur les drones qui n'est pas encore établie.

### À pied
À courte distance, la livraison à pied est aussi possible. Dans ce cas, le livreur de pizza doit être en bonne forme physique, surtout dans les villes où les logements ont beaucoup d'escaliers.  